# Premio Alfonso Iglesias de cómic en lengua asturiana
El Premio "Alfonso Iglesias" de cómic en lengua asturiana es un premio dado por la Consejería de Educación, Cultura y Deporte de Asturias desde 2009

## Ganadores
| Año  | Edición       | Ganador                       | Obra                             |
| ---- | ------------- | ----------------------------- | -------------------------------- |
| 2009 | I Concurso    | Ruma Barbero                  | Manzajú                          |
| 2010 | II Concurso   | declarado desierto            | —                                |
| 2011 | III Concurso  | Isaac del Rivero              | Doña Berta                       |
| 2012 | IV Concurso   | Javier Antonio Marinas        | Homes                            |
| 2013 | V Concurso    | Alfonso Zapico                | Cuadernos de Ítaca               |
| 2014 | VI Concurso   | Enrique Carballeira           | L'arume de la tierra             |
| 2015 | VII Concurso  | Ruma Barbero                  | El viaje a la luz                |
| 2016 | VIII Concurso | Luis Navazo                   | Indianu                          |
| 2017 | IX Concurso   | Alberto Vázquez García        | Los llazos coloraos              |
| 2018 | X Concurso    | Anxelu González               | Cacique blancu                   |
| 2019 | XI Concurso   | Ruma Barbero                  | Seltegu                          |
| 2020 | XII Concurso  | Alberto Vázquez García        | El sol na escombrera             |
| 2021 | XIII Concurso | Ángel de la Calle             | Paez que nun foi ayeri           |
| 2022 | XIV Concurso  | Guillermo Menéndez Quirós     | Ana María. La Llobera d’Asturies |
| 2023 | XV Concurso   | Xon de la Campa Valdés        | Misteriu nel soterrañu           |
| 2024 | XVI Concurso  | Jorge Daniel Castaño Mariño   | Pelayo 99                        |
| 2025 | XVII Concurso | Guti del Río y Alex Castrillo | Mil Venecies                     |